# تشاد بلامر
تشاد بلامر (بالإنجليزية: Chad Plummer)‏ هو لاعب كرة قدم أمريكية ولاعب كرة القدم الكندية أمريكي، ولد في 30 نوفمبر 1975 في دلراي بيتش في الولايات المتحدة.

## وصلات خارجية
- تشاد بلامر على موقع مرجع كرة القدم المحترفة.كوم (الإنجليزية)